# In Search of Mona Lisa
In Search of Mona Lisa é um EP de Santana lançado em 25 de janeiro de 2019, pela Concord Records.
Um videoclipe para o primeiro single do EP, "Do You Remember Me", foi lançado em 24 de janeiro de 2019.
Santana anunciou planos para lançar um novo álbum cheio, produzido por Rick Rubin, programado para meados de 2019, com o EP servindo como um preâmbulo. O álbum, Africa Speaks, veio em junho.

## Conceito
| Críticas profissionais | Críticas profissionais |
| Avaliações da crítica  | Avaliações da crítica  |
| Fonte                  | Avaliação              |
| ---------------------- | ---------------------- |
| AllMusic               | [ 1 ]                  |

O álbum foi batizado em homenagem a uma experiência profundamente pessoal que Carlos Santana teve quando visitou o Museu do Louvre em Paris pela primeira vez e viu a obra-prima de Leonardo da Vinci, Mona Lisa. O artista explicou à Rolling Stone que, embora ele tenha feito shows em Paris desde o início dos anos 1970, ele nunca havia visitado o Louvre até 2016. E quando o fez, ele notou uma linha do tipo "que você veria para a Beyoncé, a Taylor Swift, a Rihanna ou a Adele ... Eu fiquei tipo, 'Caramba, a Mona Lisa é realmente popular em todo o mundo até hoje'. ”
Descrito como "dramático", bem como "encantador e transportivo", o álbum deriva de lembranças de um sonho que Carlos teve meses após sua experiência de ver a obra de arte icônica.

## Faixas
| N.º            | Título                                                                           | Duração |  |
| 1.             | "Do You Remember Me" (Você Se Lembra de Mim)                                     | 9:50    |  |
| 2.             | "In Search of Mona Lisa" (Em Busca de Mona Lisa)                                 | 5:11    |  |
| 3.             | "Lovers From Another Time" (Amantes de Outro Tempo)                              | 4:46    |  |
| 4.             | "Do You Remember Me [Edit Version]" (Você Se Lembra de Mim [Versão Editada])     | 3:30    |  |
| 5.             | "In Search of Mona Lisa [Edit Version]" (Em Busca de Mona Lisa [Versão Editada]) | 3:52    |  |
| Duração total: | Duração total:                                                                   | 29:07   |  |

## Créditos
- Carlos Santana - guitarra em todas as faixas
- Cindy Blackman Santana - bateria (em "Do You Remember Me", "Lovers From Another Time")
- Tommy Anthony - guitarra (em "Do You Remember Me")
- Benny Rietveld - baixo (em "Do You Remember Me")
- Ray Greene - vocais (em "Do You Remember Me")
- Andy Vargas - vocais (em "Do You Remember Me")
- David K. Matthews - teclados (em "Do You Remember Me")
- Karl Perazzo - congas, percussão e timbales (em "Do You Remember Me")
- Narada Michael Walden - baixo (em "In Search of Mona Lisa"), bateria (em "In Search of Mona Lisa", "Lovers From Another Time"), teclado (em "In Search of Mona Lisa", "Lovers From Another Time"), vocal (em "Lovers From Another Time")
- Jim Reitzel - guitarra (em "In Search of Mona Lisa")
- Cornell CC Carter - vocais (em "In Search of Mona Lisa")
- Ron Carter - baixo (em "Lovers From Another Time")
- Justus Dobrin - programação de teclado (em "Lovers From Another Time")